# Sac City
Sac City è una città e capoluogo della contea di Sac County, Iowa, Stati Uniti, situata appena a sud-ovest dell'intersezione orientale delle strade statunitensi 20 e 71 nelle dolci colline lungo la valle del fiume North Raccoon. La città è una delle 45 comunità designate di Main Street Iowa attraverso il programma di sviluppo di Main Street Iowa.[3] La popolazione era di 2.063 nel censimento del 2020, un calo rispetto ai 2.368 abitanti del 2000.[4]

## Storia
Sac City fu fondata per la prima volta nel 1855 da Joshua Keith Powell di Fort Dodge, Iowa. La città fu così chiamata perché gli indiani Sac e Fox[nb 1] erano in possesso della terra al momento dell'acquisto della Louisiana. La città di Sac City fu costituita 19 anni dopo, nel 1874.
Il giudice Eugene Criss, accreditato di essere il padre di Sac City, lasciò il Wisconsin e attraversò il fiume Mississippi nei primi mesi del 1855 su un carro coperto. Era alla ricerca di energia idrica e desiderava stabilire un insediamento in un paese nuovo e mai sperimentato. Decidendo in merito al fiume North Raccoon per iniziare il suo insediamento, il giudice Criss ha proceduto a erigere la prima capanna di tronchi a Sac City, ad affermarsi nel settore alberghiero, oltre a mantenere una stazione scenica e un emporio per i coloni vicini.
Già nel 1859 si parlava di costruire una ferrovia attraverso la contea di Sac, ma la prima ferrovia non arrivò attraverso Sac City fino al 1879. Le compagnie ferroviarie si rifiutarono di posare binari attraverso aree non sviluppate o poco sviluppate e Sac City non soddisfaceva il requisiti. Le compagnie ferroviarie chiedevano che le comunità fossero sufficientemente avanzate per fornire un rapido ritorno alla capitale prima che costruissero un'autostrada a vapore e ferro attraverso l'area. Quando è arrivata, la ferrovia ha beneficiato incredibilmente di Sac City. La Chicago e la North Western Transportation Company collegavano Sac City, Wall Lake, Auburn, Odebolt, Lake View, Early e Schaller, nonché le città in cui venivano venduti i raccolti.
La prima Sac County Fair si tenne nel 1871 su 10 acri (40.000 m2) di terreno a est di Sac City che era stato acquistato dalla Sac County Agricultural Society lo stesso anno. La fiera è stata uno dei più grandi eventi dell'anno e ha portato persone su carri e passeggini da miglia intorno a vedere le gare di imbracatura, le mostre di bestiame, i prodotti, il ricamo e i beni d'arte.
L'Associazione Sac City Chautauqua è stata organizzata nel dicembre 1904 con 120 membri. L'Associazione ha portato molti ottimi programmi alla comunità e, poiché i trasporti erano ancora lenti e laboriosi, molte famiglie sono rimaste nelle tende per l'intera sessione di Chautauqua, circa otto o nove giorni. All'inizio le riunioni si tenevano in una tenda, ma nel 1908 i cittadini di Sac City costruirono un edificio Chautauqua in cui tenere le loro riunioni, e che ora è l'unico rimasto nel suo genere nello stato dell'Iowa.[6]

## Giorno moderno
Nel maggio 2017 John Criss, residente per tutta la vita a Sac City e uomo d'affari, ha donato 5,7 milioni di dollari della sua proprietà alla città per progetti di abbellimento.[7]

## Geografia
Le coordinate di longitudine e latitudine di Sac City in forma decimale sono 42.421154, -94.995083.[8]
Secondo lo United States Census Bureau, la città ha un'area totale di 4,93 miglia quadrate (12,77 km2), di cui 4,86 miglia quadrate (12,59 km2) è terra e 0,07 miglia quadrate (0,18 km2) è acqua.[9]

## Clima
Il clima continentale umido è una regione climatica caratterizzata da grandi differenze di temperatura stagionali, con estati da calde a calde (e spesso umide) e inverni freddi (a volte molto freddi). Le precipitazioni sono relativamente ben distribuite durante tutto l'anno in molte aree con questo clima. Il sottotipo di classificazione climatica di Köppen per questo clima è "Dfa" (clima continentale estivo caldo).[10]

## Censimento Pop.%±
1870 156 —
1880 595 281,4%
1890 1.249 109,9%
1900 2.079 66,5%
1910 2.201 5,9%
1920 2.630 19,5%
1930 2.854 8,5%
1940 3.165 10,9%
1950 3.170 0,2%
1960 3.354 5,8%
1970 3.268 -2,6%
1980 3.000 -8,2%
1990 2.492 -16,9%
2000 2.368 -5,0%
2010 2.220 -6,2%
2020 2.063 -7,1%